# PixelJunk Shooter 2
PixelJunk Shooter 2 est un jeu vidéo de type shoot 'em up développé et édité par Q-Games, édité par Q-Games, sorti en 2011 sur Windows, PlayStation 3, PlayStation 4 et PlayStation Vita.

## Accueil
- Jeuxvideo.com : 17/20[1]